# Psilochorus concinnus
Psilochorus concinnus är en spindelart som beskrevs av Willis J. Gertsch 1973. Psilochorus concinnus ingår i släktet Psilochorus och familjen dallerspindlar. Inga underarter finns listade i Catalogue of Life.